# Communauté de communes de Haute Sambre-Bois l'Évêque
La Communauté de communes de Haute Sambre-Bois l'Évêque  était une communauté de communes française.
Elle était située dans le département du Nord et la région Nord-Pas-de-Calais, et plus précisément dans l'arrondissement de Cambrai et le Pays du Cambrésis. Elle a rejoint la communauté de communes du Caudrésis - Catésis le 1er janvier 2012.

## Composition
La Communauté de Communes de Haute Sambre-Bois l'Évêque regroupait 3 communes.
| Code INSEE | Commune    | Lat./Long.                  | Maire                                            | Population | Superficie | Densité      | Délégués |
| ---------- | ---------- | --------------------------- | ------------------------------------------------ | ---------- | ---------- | ------------ | -------- |
| 59055      | Bazuel     | 50° 05′ 30″ N, 3° 35′ 21″ E | Jean-Félix Macarez (vice-président de la CCHSBE) | 571 hab.   | 1 181 ha   | 48 hab./km²  | nc       |
| 59450      | Ors        | 50° 06′ 01″ N, 3° 38′ 05″ E | Jacky Duminy (vice-président de la CCHSBE)       | 712 hab.   | 1 776 ha   | 40 hab./km²  | nc       |
| 59465      | Pommereuil | 50° 06′ 46″ N, 3° 35′ 48″ E | Marc Dufrenne                                    | 717 hab.   | 645 ha     | 111 hab./km² | nc       |
| Totaux     | 3 communes | 3 communes                  | 3 communes                                       | 2 000 hab. | 3 674 ha   | 54 hab./km²  | 21       |

## Historique
À sa création, la communauté de communes regroupait cinq communes. Rejet-de-Beaulieu et Catillon-sur-Sambre ont quitté la communauté pour rejoindre la communauté de communes du Pays de Matisse.

## Présidents
| Période | Période  | Identité      | Étiquette | Qualité             |
| ------- | -------- | ------------- | --------- | ------------------- |
|         | en cours | Marc Dufrenne | PS        | maire du Pommereuil |
|         |          |               |           |                     |

## Patrimoine naturel
- Le Bois-l'Évêque, élément important de la trame verte et bleue du Cambrésis, en cours de préparation par le Pays du Cambrésis en 2010/2011